# Bezirksapostel
Als Bezirksapostel wird ein Apostel in der Neuapostolischen Kirche (NAK) bezeichnet, welcher eine herausgehobene Leitungsfunktion innehat. Ein Bezirksapostel leitet einen Bezirksapostelbereich (bestehend aus einer oder mehreren Gebietskirchen) organisatorisch wie auch seelsorgerisch. Derzeit sind 14 Bezirksapostel weltweit tätig, davon 4 in Europa, 2 in Nordamerika, 1 in Südamerika, jeweils 1 in Asien und Ozeanien und 5 in Afrika.
Bezirksapostel nehmen eine Stellung zwischen den Aposteln und dem Stammapostel ein, besitzen aber – abgesehen vom administrativen Bereich – dieselben kirchlichen Vollmachten wie alle Apostel. In der Praxis übernehmen sie jedoch Aufgaben wie Ordinationen oder die Spendung der Entschlafenensakramente vorrangig.
In den von ihnen betreuten Gebietskirchen haben sie in der Regel die Funktion des Kirchenpräsidenten inne. Besteht ein Bezirksapostelbereich aus zahlreichen Gebietskirchen, kann diese Funktion in einigen dieser Gebietskirchen aber auch an andere Personen delegiert sein.

## Herkunft und Gegenwart
Die Idee des Bezirksapostels lehnt sich wahrscheinlich an die Führungsideologie einzelner Apostel in der Urkirche des 1. Jahrhunderts n. Chr. an. In der Bibel ist demnach z. B. eine leichte Vorrangigkeit der Apostel Paulus oder auch Johannes über spätere Apostel und damit der Ansatz einer Hierarchie zu erkennen.
Nur in der Neuapostolischen Kirche, jedoch nicht in Vorgängern wie den Katholisch-apostolischen Gemeinden, existiert dieses Amt seit Mitte der 1920er Jahre. Während die Zahl der neuapostolischen Christen nach dem Ersten Weltkrieg in Deutschland enorm zunahm und sich die Zahl der Apostel relativ zu den Mitgliederzahlen halten sollte, wurden größere Bereiche mit mehreren Aposteln in einen Bezirksapostelbereich weiter eingefügt. Die ersten Bezirksapostel der neuapostolischen Geschichte sind u. a. Paul Dach, der ab 1926 den Bezirk Rheinland betreut hatte, oder Heinrich Schlaphoff, der als Bezirksapostel für viele Apostelbezirke südlich des Äquators ordiniert wurde.
Bis 2017 war der Bezirksapostel ein ordiniertes Amt auf Ebene des Apostelamts; heute handelt es sich dabei um eine Beauftragung auf Ebene des Apostelamts mit zusätzlichen geistlichen Vollmachten (z. B. Spendung des Heiligen Abendmahls an Verstorbene).
Mit Pfingsten 2019 änderte sich die Ämterhierarchie innerhalb der Neuapostolischen Kirche. Leitungsfunktionen werden nun nicht mehr durch die Ordination übertragen. Es werden nun weiterhin die Beauftragung zur Leitung einer untergegliederten Struktureinheit sowie die Ernennung in eine Hilfsfunktion unterschieden. Dies trifft im Apostelkreis zukünftig insbesondere dann zu, wenn ein Apostel zur Leitung einer Region beauftragt wird (Bezirksapostel) oder zur Unterstützung des bestehenden Leiters zum Helfer ernannt wird (Bezirksapostelhelfer, Stammapostelhelfer, Lead Apostle). Die Ordination ins Apostel- und ins Stammapostelamt bleiben davon unberührt, da hier unterschiedliche geistliche Vollmachten wirken.

## Theologie
Wie alle Amtsträger sind auch Bezirksapostel keine Theologen, wobei ausgebildete Theologen nicht ausgeschlossen sind. Ebenso muss nach neuapostolischem Verständnis die Auswahl eines solchen Amtsträgers „erbeten“ sein, d. h., es muss ein Zeichen Gottes auf einen der Bezirksapostel hinweisen. Dies geschieht praktisch immer innerhalb des Apostelkreises. Bezirksapostel werden vom Stammapostel ordiniert. Bislang können dies Funktion, wie alle Ämter in der NAK, nur Männer ausüben da ein geistliches Amt Voraussetzung ist.
In theologischen Fragediskussionen betreffend Lehre sind Apostel und Bezirksapostel in die Entscheidungsfindung voll eingebunden. Für die öffentliche Darstellung ist dabei der Stammapostel in letzter Instanz verantwortlich.

## Katechismus
In dem seit 2012 gültigen Katechismus der Neuapostolischen Kirche steht zum Begriff Bezirksapostelamt geschrieben:

„Der Bezirksapostel hat über die jedem Apostel obliegenden Aufgaben hinaus die Verantwortung, innerhalb eines bestimmten Arbeitsbereichs (Bezirksapostelbereich) für eine einheitliche seelsorgerische Pflege, die Versorgung der Gemeinden sowie für die geistliche Ausrüstung der Amtsträger zu sorgen. Ferner legt er Schwerpunkte der kirchlichen Arbeit fest, bestimmt die Ordination von Amtsträgern und sucht das Einssein im Apostelkreis zu wahren. Er feiert im Regelfall für seinen Arbeitsbereich das Heilige Abendmahl für die Entschlafenen. Eine Aufgabe über die eigentliche Arbeit im Bezirksapostelbereich hinaus ist die Teilnahme an der Bezirksapostelversammlung, die den Stammapostel bei der Leitung der Kirche berät und unterstützt. Zudem ist der Bezirksapostel im Allgemeinen Repräsentant der Gebietskirche.“

## Trivia
Bezirksapostel sind Angestellte der Neuapostolischen Kirche; ihr Gehalt wird durch Spenden der Mitglieder finanziert. Die Höhe des Gehalts richtet sich nach den lokalen Gegebenheiten und wird durch externe Wirtschaftsprüfer festgelegt.
Bezirksapostel treffen sich jährlich zu sogenannten Bezirksapostelversammlungen und besprechen organisatorische und auch theologische Diskussionspunkte. Zur theologischen Arbeit und speziellen Themengebieten (Homosexualität, Sexueller Missbrauch, Koordination etc.) existieren besondere Projekt- und Arbeitsgruppen, denen teilweise auch Bezirksapostel angehören.

## Bezirksapostelhelfer
Als Bezirksapostelhelfer wird ein Apostel ernannt, seinem Bezirksapostel zur Seite zu stehen und diesen zu unterstützen. Die Amtsbezeichnung des Ernannten ist weiterhin die eines Apostels. In der Regel ist der Helfer auch Stellvertreter des Bezirksapostels in dem ihm zugewiesenen Bereich und dafür verantwortlich, die Einheit der anvertrauten Apostel zu erhalten. Er übernimmt im Auftrag seines Bezirksapostels Handlungen und administrative Aufgaben. Oftmals ist ein Bezirksapostelhelfer auch designierter Nachfolger eines Bezirksapostels. Derzeit sind neun Bezirksapostelhelfer weltweit in verschiedenen Gebieten tätig.